# Malta Air

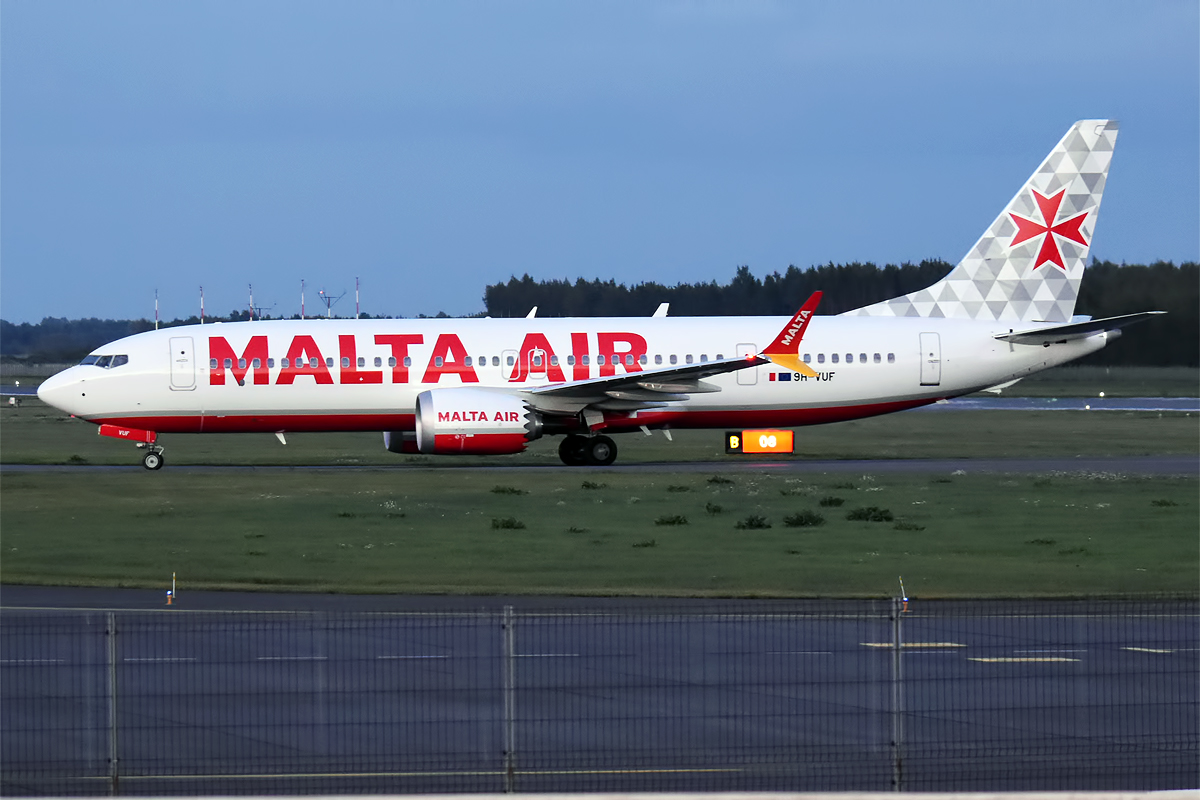
Boeing 737 MAX 8-200 der Malta Air, der erste Flugzeugtyp mit eigener Bemalung. Zuvor wurden nur 737-800 mit Ryanair-Aufschrift benutzt.

Malta Air Limited ist eine private Billigfluggesellschaft mit Sitz in Pietà, Malta, und Heimatbasis auf dem Flughafen Malta. Sie ist eine Tochtergesellschaft der irischen Ryanair Holdings PLC und eine Schwestergesellschaft der irischen Fluggesellschaft Ryanair.

## Geschichte
Malta Air wurde am 21. März 2019 als Maat Limited gegründet und im Juni 2019 in Malta Air Limited umbenannt. Das Unternehmen wird als Joint Venture zwischen Ryanair und der maltesischen Regierung betrieben: Ryanair hält praktisch alle Anteile über die ebenfalls maltesische Gulliver Holding Limited, das Tourismusministerium hält einen symbolischen Anteil im Wert von nominal einem Euro. Die neue Fluggesellschaft sollte zunächst mit den sechs Flugzeugen sowie rund 200 Besatzungsmitgliedern, welche Ryanair bereits in Malta stationiert hatte, betrieben werden. Innerhalb von drei Jahren sollten dann insgesamt zehn Flugzeuge mit rund 350 Besatzungsmitgliedern in Malta stationiert werden.
Darüber hinaus sollten 50 Ryanair-Flugzeuge, welche in Deutschland, Frankreich und Italien stationiert sind, auf die maltesische Fluggesellschaft überschrieben werden.

## Flugziele
Zunächst sollten die von Ryanair ab Malta angebotenen Ziele von Malta Air übernommen werden. Langfristig war jedoch auch ein Ausbau des Streckennetzes innerhalb Europas und Nordafrikas geplant.
Mit Stand vom Februar 2024 waren vor allem die in Deutschland, Italien, Schweden, Dänemark und Malta stationierten Ryanair-Flugzeuge von Malta Air betrieben.

## Personal
Das Kabinenpersonal wird auch von Ryanair übertragen und somit weiter für Crewlink (oder für Ryanair Polska) arbeiten.

## Flotte
Mit Stand April 2025 besteht die Flotte von Malta Air aus 179 Flugzeugen mit einem Durchschnittsalter von 8,0 Jahren. :
| Flugzeugtyp          | Anzahl | bestellt | Anmerkungen                             | Sitzplätze | Durchschnittsalter |
| -------------------- | ------ | -------- | --------------------------------------- | ---------- | ------------------ |
| Boeing 737-800       | 136    |          | vier inaktiv, mit Winglets ausgestattet | 189        | 9,5 Jahre          |
| Boeing 737 MAX 8-200 | 043    |          | Eigenbezeichnung Boeing 737-8200        | 197        | 3,1 Jahre          |
| Gesamt               | 179    | -        |                                         |            | 8,0 Jahre          |

Die Flugzeuge von Malta Air tragen aktuell hauptsächlich die Bemalung der Fluggesellschaft Ryanair, jedoch tragen unter anderem die Flugzeuge mit den Luftfahrzeugkennzeichen 9H-VUA, 9H-VUB, 9H-VUC, 9H-VUD, 9H-VUE und 9H-VUF die eigene Malta-Air-Bemalung.